# لیکویو (واشینگتن)
لیکویو (به انگلیسی: Lakeview) یک منطقهٔ مسکونی در ایالات متحده آمریکا است که در شهرستان گرنت، واشینگتن واقع شده‌است. لیکویو ۲٫۹ کیلومتر مربع مساحت و ۹۱۵ نفر جمعیت دارد و ۳۶۷ متر بالاتر از سطح دریا واقع شده‌است.